# 規範倫理學
規範倫理學（英語：normative ethics）研究人類在日常生活的道德行為中所遵守的規則，区别于更理论的元伦理学和更实际的應用倫理學。規範倫理學的各種理論試圖給出「當人思考對於某件事情應該怎麼做才對」時的行為指南，即解答這些問題的程序。這些理論對於決定正確或錯誤行為的道德規則提出建議，總體而言就是給出人應該遵守什麼樣的道德行為準則。這就好似交通法規：按照常理，只要遵守交通法規，就可以自由自在的在大街小巷到處行駛；但是實際而言又不是這麼簡單，因為規範倫理學主要分為三種理論，每一種有其獨特的道德觀，對於很多論點存在互不相容之處，一般人可能不知道該遵從何者。這三種理論分別為結果主義、義務論、德性倫理學。:11-12

## 理論縱述
任何行為都涉及到三個部分：行為本身（包括動機）、主體（行為的推動者）、後果。目的論強調的是後果，行為的對與錯是決定於後果的好與壞；義務論主要關注的是行為本身，特別是促使行為發生的動機，行為本身的動機決定行為的對錯；德性倫理學聚焦於道德主體，即行為的推動者，道德主體的性格為倫理行為的推動力。:11-12

### 結果主義
結果主義主張判別行動好壞或是非的標準，依該行動所（或是否可能、或是否意圖）產生的結果而定。以下列出幾種結果主義：
- 功利主義表明，能導致最多人獲得最大幸福的行為是對的行為。功利主義有三個特色：[2]:13

1. 功利主義強調後果的重要性，行為的後果決定了行為是對還是錯。
2. 功利主義認為，就本質而言，幸福是好的；金錢、權勢、健康等等，只是獲得幸福的好工具或好手段。
3. 功利主義視功利原則為最基礎的道德原則，是檢驗任何行為對錯的判據。根據「功利原則」，人們應該持續不停地促使最多人獲得最大幸福。

- 國家後果主義（state consequentialism）或墨家後果主義（Mohist consequentialism）主張，通過管理有序、物質富裕、人口成長等等現象導致增加國家利益的行為才是對的行為。這種倫理理論按照行為對於國家利益的貢獻來評估其道德價值。[3]:60
- 倫理利己主義認為，有道德的人會注重自我利益，能夠獲得最大自我利益的行為才是對的行為。這與心理利己主義不同，心理利己主義聲稱，人所做出的任何行為都只是為了自我利益，人的最終目標是自己的利益。理性利己主義堅持，為了自我利益而行為是理所當然的。[4][5]

### 義務論
義務論表明，在道德方面做抉擇時，必需將義務納入考量。本質而言，有些行為是對的，有些行為是錯的，因此，這些行為的對與錯不是由後果如何決定，而是由「義務」決定。例如，自殺是錯誤的，因為它違反了人對自己應盡的義務。義務論給予主體很大的活動空間，只要不違反義務，主體可以按照自己的意願自由生活。:202以下列出幾種義務論：
- 在伊曼努爾·康德的絕對命令裏，任何行為的理由都必需加以普遍性檢視，假若這行為是對的，則對於每一個人，這行為都是對的，沒有任何例外；否則，對於每一個人，這行為都是錯的，沒有任何例外；行為必需符合普遍性原則，從是否出現任何自我矛盾可以分辨出行為的對與錯。應用絕對命令，人們可以判斷甚麼是對的行為，甚麼是錯的行為。[2]:36-37
- 契約主義主張，道德行為是建立於生活在社群裏的人們以某種方式共同達成的社會契約。[7]

柏拉圖所寫的著名對話克力同篇表達了希臘版本的契約主義。在對話中，蘇格拉底表示，儘管他有機會逃亡至其他地方，但他已經接受了當地的社會契約所意味的法律責任，即使他被不公正地定罪，他也不能違反這些法律，因此他心甘情願地留在雅典的監獄面對即將來臨的死刑。:574-575
近期，約翰·羅爾斯的著作《正義論》（1971年）貢獻出契約主義的重要現代版本。羅爾斯假設一種「原初狀態」，其特徵為無知之幕。在這無知之幕的後面，每一個人都不知道他自己的社會地位、財富、能力、智慧、健康等等，每一個人都明白他可能會是任何其他人，由於自我利益驅使，他必需為自己與所有其他人著想，因此形成一種公平無私的狀態。羅爾斯主張，處於這種「原初狀態」的一群理性人士，他們達成的社會契約所允許的行為才是道德行為。:33-34:36-38總括而言，道德行為是人們都贊同的行為，前提是每一個人都公正無偏。

### 德性倫理學
亞里斯多德與湯瑪斯·阿奎那等等所主張的德性倫理學聚焦於人內秉的個性，而不是特定行為。過去半世紀，由於哲學家伊莉莎白·安斯康姆、斐立帕·傅特（Philippa Foot）等等的貢獻，德性倫理學又重新成為許多哲學家的偏好。